# جيرار بوولنجر
جيرار بوولنجر (بالفرنسية: Gérard Boulanger)‏ هو محامي وسياسي فرنسي، ولد في أكتوبر 1948، وتوفي في 8 يونيو 2018 بسبب سرطان. حزبياً، نشط في Left Party (France) ‏. وقد انتخب رئيس Syndicat des avocats de France ‏ (1985 – 1987).